# جون ميرفي (طبال)
جون ميرفي (بالإنجليزية: John Murphy)‏ هو طبال أسترالي، ولد في 11 يوليو 1959، وتوفي في 11 أكتوبر 2015.

## وصلات خارجية
- جون ميرفي على موقع ميوزك برينز (الإنجليزية)
- جون ميرفي على موقع ديسكوغز (الإنجليزية)